# Onthophagus kleinei
Onthophagus kleinei är en skalbaggsart som beskrevs av Vladimir Balthasar 1935. Onthophagus kleinei ingår i släktet Onthophagus och familjen bladhorningar. Inga underarter finns listade i Catalogue of Life.